# 卜占亚
卜占亚（1918年5月—1999年2月13日），天津蓟县板桥村人。中华人民共和国官员。中国人民解放军开国大校。

## 生平
1936年冀东伪化后，参加蓟县人民武装抗日自卫救国会任交通员。1938年5月加入中国共产党。参加冀东大暴动。失败后，编入晋察冀一分区六团三营十连任指导员。1944年入晋察冀党校学习。后任冀热辽军区第十五军分区老十一团总支书记。
抗战胜利后，十五分区司令员赵文进率领老十一团出关，扩编为热河二十五旅。任102团团长兼政委。二十五旅又改编为热河独立第三旅，102团改编为八团，卜占亚任团长兼政治委员。1946年9月热河独立二旅、三旅合并为冀热辽独立第十三旅，任第38团政委。1947年8月，独立第十三旅改编为东北民主联军第八纵队第二十二师，任第65团政委。部队改称第45军第135师第404团任政委。
1949年11月,任135师政治部副主任、主任。主要在广西参与清匪反霸斗争1951年11月任135师副政委并兼任中共广东省南海县委第一书记。1952年9月赴朝参加抗美援朝战争。1955年3月任135师政委。1956年入解放军政治学院学习。1957年任134师政委。1960年3月入高等军事学院学习。1963年任四十二军政治部主任、副政委、政委；1968年7月广州军区政治部主任兼广东省革命委员会副主任；1970年4月湖南省革命委员会副主任兼任广州军区副政委兼湖南省军区第一政委、1970年11月任中共湖南省委书记（时湖南省委第一书记为华国锋）。1972年10月因涉嫌九一三事件而被中共中央政治局停止其省委书记职务。。1973年3月调任兰州军区副政委（任期1973年7月－1979年2月）。湖南省委于1982年发出23号文件，认为卜占亚在湖南工作期间有错误，但不是参与反革命阴谋活动的问题，经中央批准同意撤销中央1973年12号文件，原结论予以否定。1983年8月离职休养。  
1955年9月，被授予上校军衔。1960年晋升大校军衔。中国共产党第九届全国代表大会代表。曾被授予三级独立自由勋章、二级解放勋章，1988年荣获独立功勋荣誉章。 
1999年2月13日在北京逝世。